# Libellula auripennis
Libellula auripennis is een libellensoort uit de familie van de korenbouten (Libellulidae), onderorde echte libellen (Anisoptera).
De wetenschappelijke naam Libellula auripennis is voor het eerst geldig gepubliceerd in 1839 door Burmeister.